# Comté de Milwaukee
Le comté de Milwaukee est un comté situé dans l’État américain du Wisconsin. D'après le recensement de 2020, la population du comté était estimée à 945 016 habitants. La ville de Milwaukee est le siège de comté.
C’est à la fois le comté le plus peuplé et le plus densément peuplé dans le Wisconsin, et le 45ème comté le plus peuplé à l’échelle nationale; Milwaukee, son siège de comté éponyme, est également la ville la plus peuplée de l’État. Le comté a été créé en 1834 dans le cadre du territoire du Michigan et organisé l’année suivante.
Il y a 19 villes dans le comté de Milwaukee, la plus importante est celle de Milwaukee (577 222 habitants en 2020). Les autres villes importantes (dans l’ordre décroissant) sont West Allis, Wauwatosa, Greenfield, Franklin et Oak Creek. Le comté abrite deux équipes sportives professionnelles des ligues majeures et le plus grand festival de musique au monde.

## Histoire
Certaines parties de ce qui est maintenant le comté de Milwaukee sont connues pour avoir été habitées par un certain nombre de tribus amérindiennes, y compris les Saouks, Meskwaki ou « Fox », Menomonee, Ojibwe et Potawotami.
En 1818, lorsque la terre plus tard pour être Wisconsin a été fait partie du territoire du Michigan, gouverneur territorial Lewis Cass créé Brown County, qui à cette époque inclus toutes les terres font maintenant partie du comté de Milwaukee. Il est resté une partie du comté de Brown jusqu’en 1834, lorsque le comté de Milwaukee a été créé, y compris la zone au sud de la ligne entre les cantons onze et douze au nord (c.-à-d. la limite nord des comtés de Washington et Ozaukee), à l’ouest du lac Michigan, au nord de l’Illinois, et à l’est de la ligne qui sépare maintenant les comtés de Green et Rock. Ce territoire comprenait tous les comtés de Milwaukee, Jefferson, Kenosha,Ozaukee, Racine, Rock, Walworth,Washington et Waukesha, ainsi que de grandes parties des comtés actuels de Columbia, Dane et Dodge.
Le comté de Milwaukee est resté attaché au comté de Brown à des fins judiciaires jusqu’au 25 août 1835, quand une loi a été adoptée par l’assemblée législative territoriale du Michigan lui donnant une organisation indépendante. En 1836, l’assemblée législative divisa la région au sud et à l’est des rivières Wisconsin et Fox en comtés, réduisant ainsi l’étendue du comté de Milwaukee à ce qui est aujourd’hui les comtés de Milwaukee et de Waukesha. En 1846, le comté de Waukesha a été créé en prenant de Milwaukee tout le territoire à l’ouest de l’aire de répartition, réduisant le comté de Milwaukee à ses limites actuelles.

## Géographie
D'après le bureau du recensement des États-Unis, le comté a une surface totale de 3081 km². Dont 626 km² sont des terres et 2456 km² sont de l'eau.